# 아이 톨드 선셋 어바웃 유
《아이 톨드 선셋 어바웃 유》(태국어: แปลรักฉันด้วยใจเธอ, 로마자: Plae Rak Chan Duai Chai Thoe; 영어: I Told Sunset About You)는 2020년 10월 22일부터 현재까지 방송되었던 태국의 드라마이다.